# Dichaetanthera corymbosa
Dichaetanthera corymbosa là một loài thực vật có hoa trong họ Mua. Loài này được Jacq.-Fél. mô tả khoa học đầu tiên năm 1955.